# Paul Willard Merrill
Paul Willard Merrill (Minneapolis, 15 de agosto de 1887 - 19 de julio de 1961) fue un astrónomo estadounidense.
En 1908 se graduó en la Universidad de Stanford, y en 1913 obtuvo el doctorado en la Universidad de California. Entre 1913 y 1916 fue profesor en la Universidad de Míchigan, después sirvió en la Oficina de Estándares de Estados Unidos, en Washington, y finalmente, en 1919 formó parte del personal del Observatorio Monte Wilson, donde permaneció hasta su jubilación en 1952.
En el mismo año de su jubilación detectó las líneas del tecnecio en el espectro de las estrellas de tipo S (una clase de gigante roja muy fría). El hallazgo fue desconcertante, ya que el isótopo estable más longevo del tecnecio tiene una vida media de 2,6 millones de años, una cifra mucho más baja que la vida de una estrella. Merrill desechó la idea de que fuera un isótopo estable desconocido hasta la fecha y propuso que se producían dentro de las estrellas debido a un tipo de reacción nuclear. En la actualidad, las líneas del tecnecio en las estrellas de tipo S conforman una de las pruebas principales de la creación de elementos pesados en el interior de las estrellas debido a reacciones nucleares.
Además, Merrill realizó observaciones interferométricas de la órbita de Capella, identificó líneas de circonio en las estrellas de tipo S, catalogó las estrellas de tipo B y A que poseían líneas brillantes de hidrógeno, descubrió las líneas interestelares difusas de absorción, y explicó, junto con A. D. Thackeray, las intensidades fluorescentes anómalas en las líneas del Fe I en variables Me.

## Honores
- En 1945 recibió la Medalla Henry Draper que otorga la Academia Nacional de Ciencias de Estados Unidos por contribuciones a la astrofísica.
- En 1946 le fue otorgada la Medalla Bruce, de la Sociedad Astronómica del Pacífico.
- En 1955 recibió el Henry Norris Russell Lectureship de la American Astronomical Society.
- El asteroide (11768) Merrill recibe su nombre.[1]
- También recibe su nombre el cráter lunar Merrill.[2]

### Libros publicados
- Merrill, Paul Willard (1938). The nature of variable stars. The Macmillan company: New York.
- Merrill, Paul Willard (1940). Spectra of long-period variable stars. The University of Chicago press: Chicago, Ill.
- Merrill, Paul Willard (1956). Lines of the chemical elements in astronomical spectra. Carnegie Institution: Washington.
- Merrill, Paul Willarde (1963). «Space Chemistry». Journal of the Royal Astronomical Society of Canada 57. p. 192.

- Datos: Q710615
- Multimedia: Paul Willard Merrill (astronomer) / Q710615